# ファルスタッフ
『ファルスタッフ』（Falstaff）は、ジュゼッペ・ヴェルディ作曲、アッリーゴ・ボーイト改訂（台本も執筆）による3幕のオペラ（コメディア・リリカ）作品。原作はウィリアム・シェイクスピアの喜劇『ウィンザーの陽気な女房たち』。

## 概要
『ファルスタッフ』はヴェルディが80代目前に制作した彼の最後のオペラであり、26作に及ぶ彼のオペラ作品の中でわずか2作しかない喜劇のうちの一つである（もう1作である初期作品『一日だけの王様』は、今日ではめったに上演されない）。また、19世紀半ば以降に書かれ今日も上演されるイタリアオペラとしても、喜劇は他にプッチーニの中篇『ジャンニ・スキッキ』が挙げられる程度である。シェイクスピアの劇を題材としたヴェルディのオペラは『マクベス』、『オテロ』に次いで3作目となる。同じ原作によるオペラにはディッタースドルフ『ウィンザーの陽気な女房たち』、サリエリ『ファルスタッフ』、バルフ『ファルスタッフ』、アダン『ファルスタッフ』などがある。半世紀先行してオットー・ニコライが作曲したドイツオペラ『ウィンザーの陽気な女房たち』が中では序曲を中心にもっとも有名だが、それでも歌劇全体の上演機会はヴェルディ作品に比べずっと少ない。
初演は1893年2月9日にミラノのスカラ座で行われ、大成功を収めた。直前の作品である『アイーダ』や『オテロ』ほど爆発的な人気を得たわけではないものの、『ファルスタッフ』はその高尚さと音楽的創造性のために大好評となった。

## 登場人物
| 役名                                       | 声域         |
| ------------------------------------------ | ------------ |
| サー・ジョン・ファルスタッフ（太った騎士） | バリトン     |
| フォード（裕福な男性）                     | バリトン     |
| アリーチェ・フォード（その妻）             | ソプラノ     |
| ナンネッタ（その娘）                       | ソプラノ     |
| メグ・ペイジ                               | メゾソプラノ |
| クィックリー夫人                           | メゾソプラノ |
| フェントン（ナンネッタの求婚者のひとり）   | テノール     |
| ドクター・カイウス                         | テノール     |
| バルドルフォ（ファルスタッフの従者）       | テノール     |
| ピストーラ（ファルスタッフの従者）         | バス         |
| 酒場ガーター亭の主人                       | 無言         |
| ロビン（ファルスタッフの近習）             | 無言         |

## あらすじ
以下に『ファルスタッフ』のあらすじを示す。

### 第1幕
時は14世紀初頭のイングランド王ヘンリー4世治下。舞台は中部イングランドのウィンザー、ガーター亭の一室。
ファルスタッフは従者バルドルフォとピストーラ、酒場の主人らに囲まれている。ドクター・カイウスがやって来て、ファルスタッフの従者らが強盗をはたらいたと非難するが、気が立っているドクターはすぐに退出する。ファルスタッフは従者達に手紙を握らせ、フォード夫人とペイジ夫人に届けてくれるよう頼む。これらの手紙は立派な女性たちに対するファルスタッフの恋愛感情を意味しており、彼女らを誘惑することが目的であった（実際には彼は金目当てで夫人たちを誘惑しているのだが）。しかしバルドルフォとピストーラはそれを拒絶し、「名誉」にかけて彼の命令に従うわけにはいかないと主張する。ファルスタッフは代わりに近習に手紙を持たせ、従者たちに向かい合い（'Che dunque l'onore? Una parola!' -- 「名誉なんてただの言葉だ」）、彼らを追い出す。
場面が変わる：フォードの庭園。アリーチェとメグは、それぞれのことが書かれたファルスタッフの手紙を受け取る。彼女らは手紙を交換し、クィックリー夫人と共に、この騎士を懲らしめることを決める。彼女ら3人はまた、娘ナンネッタをドクター・カイウスと結婚させようと計画しているフォードに対してもあまりいい感情を抱いていない。彼女らが決めたことは、実際には行われない。一方、フォードはバルドルフォとピストーラによって手紙のことを知らされる。彼ら3人は意趣返しを渇望する。短いフェントンとナンネッタの愛の二重唱が後に続く。女性たちは家に帰り、クィックリー夫人を通じた女中が、ファルスタッフを密会に誘う。男性たちも場面に到着し、バルドルフォとピストーラは変名を用いてフォードをファルスタッフに紹介するよう説き伏せられる。

### 第2幕
第1幕第1場と同じ部屋。バルドルフォとピストーラ（今はフォードに雇われている）が、過去の罪に対する許しを求める振りをしながら、主人の到着をクィックリー夫人に告げる。フォードはシニョール・フォンタナとして紹介され、太った騎士とフォード夫人との仲を取り持つためのお金を要求する。ファルスタッフは喜んで同意し、彼が部屋で素晴らしい衣装を身につけている間に、フォードは嫉妬で焼けるような思いをしている（'È sogno o realtà?' -- 「これは夢か? まことか?」）。
場面が変わる：フォードの家の部屋。クィックリー夫人がファルスタッフの来訪を告げると、フォード夫人は大きな洗濯篭を用意する。ファルスタッフの女性を誘惑しようとする企ては、ペイジ夫人が到着したというクィックリー夫人の報告によってすぐに妨害され、ついたての後ろに隠れることを余儀なくされる。怒ったフォードがファルスタッフを捕らえるべく姿を現すと、ファルスタッフは今度は洗濯篭の中に隠れる。その間に、ついたての向こうではフェントンとナンネッタの恋愛の場面が展開し、そこにフォードら男性陣が帰ってくる。接吻の音を耳にした彼らはファルスタッフを捕らえたと思ったが、そこにいたのはフェントンだったので、彼はフォードに立ち去るように言われる。男性たちが再び捜索のために出て行くと、女性たちはファルスタッフが隠れたままの洗濯篭をどぶに放り込み、ファルスタッフは人々の嘲りに耐えなければならなくなる。

### 第3幕
宿屋の前。ファルスタッフは陰鬱な気持ちで、世の中の惨めな様子を呪う。しかしワインを飲むと、すぐ彼は気分が良くなる。太った騎士は再びクィックリー夫人が招いていることを、男性たちを通じて知る。最初は半信半疑だったファルスタッフが、黒い狩人の装束を着てハーンの樫の木（密会の場所）へ行くことを約束した後、彼はクィックリー夫人と共に家へ入り、男性たちは彼を懲らしめる計略を仕組む。ドクター・カイウスはナンネッタに腕前を見込まれ、彼女の変装について聞かされる。その計略はクィックリー夫人に聞かれていた。
場面が変わる：ウィンザー公園にあるハーンの樫の木。月明かりの真夜中。女性たちはフェントンを修道士に変装させ、彼がドクター・カイウスの計画を邪魔するよう準備する。ファルスタッフのフォード夫人との愛の場面は、魔女達がやってくるという知らせで妨げられ、エルフや妖精に扮した男たちがファルスタッフをすっかり打ちのめす。彼らの意趣返しが済むと、ドクター・カイウスは自分が妖精の女王の衣装を付けたナンネッタの代わりにバルドルフォを捕まえていたことに気づくが、一方でフェントンとナンネッタは、フォードの同意を得て結婚する。ファルスタッフは、自分がただの間抜けではないと気づいて喜び、「世の中全て冗談だ」（Tutto nel mondo è burla）と賛美する。

## 有名なアリア
- 「名誉だと!泥棒めが!」"L'onore! Ladri!" - ファルスタッフ、第1幕第1場
- 「これは夢か? まことか?」"È sogno? o realtà" - フォード、第2幕第1場
- 「行け、老練なジョン」"Va, vecchio John" - ファルスタッフ、第2幕第1場
- 「私が昔ノーフォーク公爵の」"Quand'ero paggio del Duca di Norfolk" - ファルスタッフ、第2幕第2場
- 「喜びの歌はいとしい人の唇から出て」"Dal labbro il canto estasiato vola" - フェントン、第3幕第2場
- 「季節風の息にのって」"Sul fil d'un soffio etesio" - ナンネッタ、第3幕第2場

## 楽器編成
ヴェルディが『ファルスタッフ』のスコアで使用する指示をした楽器は以下の3管編成である：
フルート 3（うち1人はピッコロと持ち替え）、オーボエ 2、イングリッシュホルン、クラリネット 2、バスクラリネット、バスーン 2、ホルン 4、トランペット 3、トロンボーン 3、バストロンボーン、ティンパニ、打楽器（トライアングル、シンバル、大太鼓）、ハープ、弦5部
これに加えて、ギター・ナチュラルホルン・鐘などが舞台裏から聞こえてくると指示されている。

## 演奏時間
約2時間（各場は15分、15分、25分、20分、15分、30分であるが、普通第2幕の第2場の前に1回だけ休憩を設ける）。